# George Cabrera
George Cabrera (14 de diciembre de 1988 – ) es un futbolista gibraltareño que actualmente juega en la Primera División de Gibraltar con el equipo de Lincoln Red Imps, así como en la selección nacional, donde actúa como delantero.

## Carrera internacional
Cabrera fue convocado a la selección por primera vez en febrero de 2014, para jugar los partidos amistosos contra Islas Feroe y Estonia el 1 y 5 de marzo de 2014, aunque no llegó a jugar en ninguno de ellos. Hizo su debut el 26 de mayo de 2014, en un partido contra Estonia que terminó en un empate 1–1; en este partido George ingresó al minuto 83, en reemplazo de Kyle Casiaro. Su segunda aparición fue en la victoria, por 1–0, frente a Malta el 4 de junio de 2014.

### Estadísticas internacionales
| Equipo    | Año   | Apariciones | Goles |
| --------- | ----- | ----------- | ----- |
| Gibraltar | 2014  | 2           | 0     |
| Total     | Total | 2           | 0     |